# Callimation pontificum
Callimation pontificum là một loài bọ cánh cứng trong họ Cerambycidae.